# Хольмберг, Рольф
Рольф Йохан Ос Хольмберг (норв. Rolf Johan Aas Holmberg; 24 августа 1914[…], Йерпен, Телемарк — 5 июля 1979, Шиен) — норвежский футболист, боксёр и конькобежец; бронзовый призёр летних Олимпийских игр 1936 года. Играл на позиции полузащитника.

## Биография
Хольмберг выступал за команды «Одд» и «Мосс» в бытность футболистом. В 1937 году вышел с «Оддом» в финал Кубка Норвегии. Во время войны прекратил выступления, после войны выступал за «Мосс» и «Одд». В 1946 году из-за травмы завершил карьеру. За сборную Норвегии он провёл 26 игр, стал бронзовым призёром Олимпийских игр в Берлине в 1936 году и выступил на чемпионате мира 1938 года.
В послевоенные годы Хольмберг был одним из руководителей клуба «Одд». Также занимался боксом и конькобежным спортом, в последнем виде спорта был чемпионом Норвегии.

## Статистика

### Матчи Хольмберга за сборную Норвегии
| Матчи Хольмберга за сборную Норвегии | Матчи Хольмберга за сборную Норвегии | Матчи Хольмберга за сборную Норвегии | Матчи Хольмберга за сборную Норвегии | Матчи Хольмберга за сборную Норвегии | Матчи Хольмберга за сборную Норвегии |
| ------------------------------------ | ------------------------------------ | ------------------------------------ | ------------------------------------ | ------------------------------------ | ------------------------------------ |
| №                                    | Дата                                 | Соперник                             | Счёт                                 | Голы Хольмберга                      | Соревнование                         |
| 1                                    | 26 июля 1936                         | Швеция                               | 4:3                                  | —                                    | Товарищеский матч                    |
| 2                                    | 3 августа 1936                       | Турция                               | 4:0                                  | —                                    | Олимпийские игры 1936                |
| 3                                    | 7 августа 1936                       | Германия                             | 2:0                                  | —                                    | Олимпийские игры 1936                |
| 4                                    | 10 августа 1936                      | Италия                               | 1:2                                  | —                                    | Олимпийские игры 1936                |
| 5                                    | 13 августа 1936                      | Польша                               | 3:2                                  | —                                    | Олимпийские игры 1936                |
| 6                                    | 6 сентября 1936                      | Финляндия                            | 0:2                                  | —                                    | Чемпионат Северной Европы 1933—1936  |
| 7                                    | 20 сентября 1936                     | Дания                                | 3:3                                  | —                                    | Чемпионат Северной Европы 1933—1936  |
| 8                                    | 1 ноября 1936                        | Нидерланды                           | 3:3                                  | —                                    | Товарищеский матч                    |
| 9                                    | 14 мая 1937                          | Англия                               | 0:6                                  | —                                    | Товарищеский матч                    |
| 10                                   | 27 мая 1937                          | Италия                               | 1:3                                  | —                                    | Товарищеский матч                    |
| 11                                   | 13 июня 1937                         | Дания                                | 1:5                                  | —                                    | Чемпионат Северной Европы 1937—1947  |
| 12                                   | 5 сентября 1937                      | Финляндия                            | 2:0                                  | —                                    | Чемпионат Северной Европы 1937—1947  |
| 13                                   | 19 сентября 1937                     | Швеция                               | 3:2                                  | —                                    | Чемпионат Северной Европы 1937—1947  |
| 14                                   | 10 октября 1937                      | Ирландия                             | 3:2                                  | —                                    | Чемпионат мира 1938 (отбор)          |
| 15                                   | 24 октября 1937                      | Германия                             | 0:3                                  | —                                    | Товарищеский матч                    |
| 16                                   | 7 ноября 1937                        | Ирландия                             | 3:3                                  | —                                    | Чемпионат мира 1938 (отбор)          |
| 17                                   | 31 мая 1938                          | Эстония                              | 1:0                                  | —                                    | Товарищеский матч                    |
| 18                                   | 5 июня 1938                          | Италия                               | 1:2                                  | —                                    | Чемпионат мира 1938                  |
| 19                                   | 17 июня 1938                         | Финляндия                            | 9:0                                  | —                                    | Чемпионат Северной Европы 1937—1947  |
| 20                                   | 4 сентября 1938                      | Швеция                               | 2:1                                  | —                                    | Товарищеский матч                    |
| 21                                   | 18 сентября 1938                     | Дания                                | 1:1                                  | —                                    | Чемпионат Северной Европы 1937—1947  |
| 22                                   | 2 октября 1938                       | Швеция                               | 3:2                                  | —                                    | Чемпионат Северной Европы 1937—1947  |
| 23                                   | 23 октября 1938                      | Польша                               | 2:2                                  | —                                    | Товарищеский матч                    |
| 24                                   | 9 ноября 1938                        | Англия                               | 0:4                                  | —                                    | Товарищеский матч                    |
| 25                                   | 2 июня 1939                          | Швеция                               | 2:3                                  | —                                    | Товарищеский матч                    |
| 26                                   | 3 сентября 1939                      | Финляндия                            | 2:1                                  | —                                    | Чемпионат Северной Европы 1937—1947  |

Итого: 26 матчей / 0 голов; 12 побед, 5 ничьих, 9 поражений.